# Nilson Xavier
Nilson Xavier (Joinville, 10 de dezembro de 1968) é um escritor, pesquisador, crítico e colunista de televisão brasileiro. Desde 2004, mora na cidade de São Paulo.

## Site e livro
Desde criança, Nilson Xavier é fã de televisão. Aos 10 anos já catalogava de forma sistemática tudo ao que assistia, de desenhos animados a seriados e novelas. Formado em Administração de Empresas, trabalhou 18 anos com Tecnologia da Informação, mas nunca abandonou a pesquisa de elencos e curiosidades sobre o universo das telenovelas.
Em 2000, com seu conhecimento em Informática, lançou o site Teledramaturgia.com.br, um banco de dados de pesquisa sobre as produções audiovisuais da TV brasileira, de novelas a séries e minisséries, de todas as emissoras, desde as primeiras produções de telenovela diária (datadas de 1963) até a atualidade,
O Teledramaturgia foi aos poucos ganhando notoriedade, reconhecido como referência bibliográfica em várias publicações. O sucesso do site possibilitou o lançamento, em 2007, do livro Almanaque da Telenovela Brasileira (Panda Books).

## Colunismo de televisão
No início dos anos 2010, Nilson Xavier manteve um blog onde escrevia críticas, análises e opiniões sobre as produções de novelas, séries e minisséries nacionais.
Entre 2011 e 2018, escreveu para uma coluna com seu nome no portal UOL, onde publicava seus textos, críticas e análises. Entre 2012 e 2015, escreveu também para o portal do Canal Viva.
Em 2019, migrou para o portal Huffpost Brasil e, na sequência, entre 2020 e 2022, para o portal TV História.

## Outras atividades
Entre 2014 e 2019, fez parte do júri da APCA (Associação Paulista de Críticos de Arte), na categoria televisão, Desde 2021, faz parte do júri de críticos do Prêmio ABRA (Associação Brasileira de Autores Roteiristas).
Desde 2021, trabalha com Tatá Werneck, como pesquisador de conteúdo em seu programa Lady Night, da TV Globo.
Entre 2021 e 2022, ministrou o curso História da Telenovela Brasileira no portal Bora Saber, do escritor Marcelo Rubens Paiva. Em 2023, ministrou o mesmo curso na escola de roteiristas Roteiraria.